# Anfall mot Sverige
Anfall mot Sverige är en spionroman från 1987 av pseudonymen Sune Andersson.
I KU-förhören kring Ebbe Carlsson-affären med Tomas Fisher som var med och finansierade lokaler åt Ebbe Carlsson, säger Fisher att hans skolkamrat var säpochefen Sune Sandström och Fisher nämner också att han skickar boken "Anfall mot Sverige" till Sune.

## Handling
Romanen handlar om en sovjetisk agent som infiltrerar Riksskatteverket och den påföljande sovjetiska invasionen av Sverige som i romanen inträffar 1988.  